# ザ・パワー・トゥ・ビリーヴ
『ザ・パワー・トゥ・ビリーヴ』（The Power To Believe）は、2003年に発表された、キング・クリムゾンのアルバム。日本先行発売となった。

## 解説
前オリジナル・アルバム『ザ・コンストラクション・オブ・ライト』（2000年）と同じラインナップで制作された。ロバート・フリップは、本作に関して「Nuovo Metal」というコンセプトを掲げており、それは本作の仮タイトルでもあった。
収録曲の一部は、2001年のライヴで既に演奏されており、「レヴェル5」「デンジャラス・カーヴス」はミニ・アルバム『LEVEL FIVE』にライヴ・ヴァージョンが収録された。また、「ザ・パワー・トゥ・ビリーヴ2」は、やはり『LEVEL FIVE』収録の「Virtuous Circle」を発展させて作られた曲。
レコーディングは主にエイドリアン・ブリューの自宅にあるスタジオで行われ、完成した楽曲の一部は、2002年10月にミニ・アルバム『しょうがない〜ハッピー・ウィズ・ホワット・ユー・ハフ・トゥ・ビー・ハッピー・ウィズ』として先行発表された。同作には、本作収録曲「アイズ・ワイド・オープン」「ハッピー・ウィズ・ホワット・ユー・ハフ・トゥ・ビー・ハッピー・ウィズ」の別ヴァージョンも収録されている。

## 収録曲
全作曲：キング・クリムゾン（歌入りの楽曲は作詞：エイドリアン・ブリュー）
1. ザ・パワー・トゥ・ビリーヴ1：アカペラ - The Power To Believe I:A Cappella
2. レヴェル5 - Level Five
3. アイズ・ワイド・オープン - Eyes Wide Open
4. エレクトリック - EleKtriK
5. ファクツ・オブ・ライフ：イントロ - Facts Of Life:Intro
6. ファクツ・オブ・ライフ - Facts Of Life
7. ザ・パワー・トゥ・ビリーヴ2 - The Power To Believe II
8. デンジャラス・カーヴス - Dangerous Curves
9. ハッピー・ウィズ・ホワット・ユー・ハフ・トゥ・ビー・ハッピー・ウィズ - Happy With What You Have To Be Happy With
10. ザ・パワー・トゥ・ビリーヴ3 - The Power To Believe III
11. ザ・パワー・トゥ・ビリーヴ4：コーダ - The Power To Believe IV:Coda

## 参加ミュージシャン
- ロバート・フリップ - ギター
- エイドリアン・ブリュー - ギター、ボーカル
- トレイ・ガン - ウォー・ギター
- パット・マステロット - ドラムス